# 연구개 방출 마찰음
연구개 방출 마찰음(軟口蓋放出摩擦音)은 자음의 하나로, 연구개에서 조음하는 방출마찰음이다. IPA 기호는 xʼ이다.
듣기: